# Oura
Oura es una freguesia portuguesa del concelho de Chaves, en el distrito de Vila Real con 14,26 km² de superficie y 602 habitantes (2011), distribuidos en dos núcleos de población: Oura y Vila Verde de Oura. Su densidad de población es de 42,2 hab/km².
Oura está situada en el extremo suroccidental del concelho de Chaves, a 22 km de la capital y limitando con el de Vila Pouca de Aguiar. Su territorio es atravesado por la carretera nacional EN 2 y por la ribera de Oura, que da lugar a un suelo fértil en el que se cultiva vid, patata, maíz, frutales y hortalizas. Existen también fuentes de aguas minerales.
Inicialmente Oura fue una vicaría de la rectoría de Moreiras; más tarde fue freguesia independiente, anexionada a Vila Pouca de Aguiar en 1853 y finalmente a Chaves en 1855. En su patrimonio destacan la iglesia matriz, la capilla del Crucero, el propio crucero y el puente medieval. 